# (464091) 2014 WM348
(464091) 2014 WM348 es un asteroide perteneciente al cinturón de asteroides, descubierto el 13 de agosto de 2010 por el equipo Spacewatch desde el Observatorio Nacional de Kitt Peak (Arizona, Estados Unidos).